# Creatures (альбом Motionless in White)
Creatures (с англ. — «твари», «создания») — дебютный студийный альбом американской метал-группы Motionless in White, выпущенный 12 октября 2010 года на Fearless Records.

## Об альбоме
Creatures назван в честь фанатов, которых сама группа называет «creatures». На альбоме имеются 5 синглов: «London in terror», «Abigail», «Immaculate misconception», одноимённый трек и «Puppets (The first snow)», четыре из которых сопровождались клипами.

## Список композиций
| №                   | Название                       | Длительность |
| ------------------- | ------------------------------ | ------------ |
| 1.                  | «Immaculate Misconception»     | 3:54         |
| 2.                  | «We Only Come Out at Night»    | 3:23         |
| 3.                  | «London in Terror»             | 3:41         |
| 4.                  | «Abigail»                      | 2:52         |
| 5.                  | «Creatures»                    | 3:47         |
| 6.                  | «Cobwebs»                      | 3:29         |
| 7.                  | «.com Pt. II»                  | 3:49         |
| 8.                  | «Count Choculitus»             | 4:03         |
| 9.                  | «City Lights»                  | 3:08         |
| 10.                 | «Puppets (The First Snow)»     | 4:20         |
| 11.                 | «Undead Ahead»                 | 3:59         |
| 12.                 | «Scissorhands (The Last Snow)» | 5:33         |
| Общая длительность: | Общая длительность:            | 44:21        |

| №   | Название                                | Длительность |
| --- | --------------------------------------- | ------------ |
| 13. | «Dragula» (Rob Zombie cover)            | 4:03         |
| 14. | «Creatures (Celldweller Beauty Remix)»  | 4:41         |
| 15. | «Mallevs Maleficarvm (Tim Skold Remix)» | 4:59         |